# Чычкан Тёсёгёшев
 Чычкан Тёсёгёшев   – Князь Кёбёкского отока. Первый чуйский правитель, принявший Российское подданство.

## Вхождение в состав России
В июле 1862 г. в Чугучаке (Китай) начался очередной раунд переговоров о демаркации российско-китайской государственной границы, и вновь встал вопрос о территории Чуйских Волостей и политическом статусе чуйских теленгитов. В результате активной разъяснительной работы представителей российских официальных властей (А. Г. Принтца, томского губернатора Г. Г. Лерхе), при непосредственном участии миссионера и писателя М. В. Чевалкова, князь Чычкан и князь Первой Чуйской Волости Василий Тадышев, «лучшие и почетные» люди чуйских теленгитов, склонились к переходу в подданство «белого царя» — Александра II. Поданные Чычкана стали гражданами России. 12 января (24 января) 1865 года.
Совершение пышного «обряда присяги» состоялось летом 1865 года. Одновременно с этим, по распоряжению томского губернатора, была проведена перепись чуйских и улаганских теленгитов.

Сегодня благодарные потомки отдают дань уважения зайсанам двух чуйских волостей Чычкану и Тадышу, первому алтайскому писателю-просветителю М. В. Чевалкову. Мы должны помнить и чтить их имена на века, иначе алтайцы оказались бы разделенными, и только благодаря мудрому их решению, от которого зависела судьба всего алтайского народа, с 1864—1865 годах наши предки вновь воссоединиться, снова став единым и неделимым этносом.
— Иван Белеков, 2014.

## Семья
Его отце Тёсёгёш (Тёпсёгёш) был внуком зайсана Кёбёкского отока Ярынака младшего, а информация о матери отсутствует.
О жене князя Чычкана писал Василий Радлов в 1861 году:

Я видел лишь одну двоеданку, одетую действительно очень богато — это была мать зайсана Мангдая в Чуйской степи. На ней была лисья шуба, крытая розовым китайским шелком в крупных белых и серебряных цветах. Серебряные серьги, кольца, украшения на поясе были очень тонкой китайской работы.
— Василий Васильевич Радлов, 1861.
У князя был сыл Мангдай, с которым в 1860 году встретиться Василий Радлов. Позже у Чычкана появился внук Очурдяп.